# Épagneul

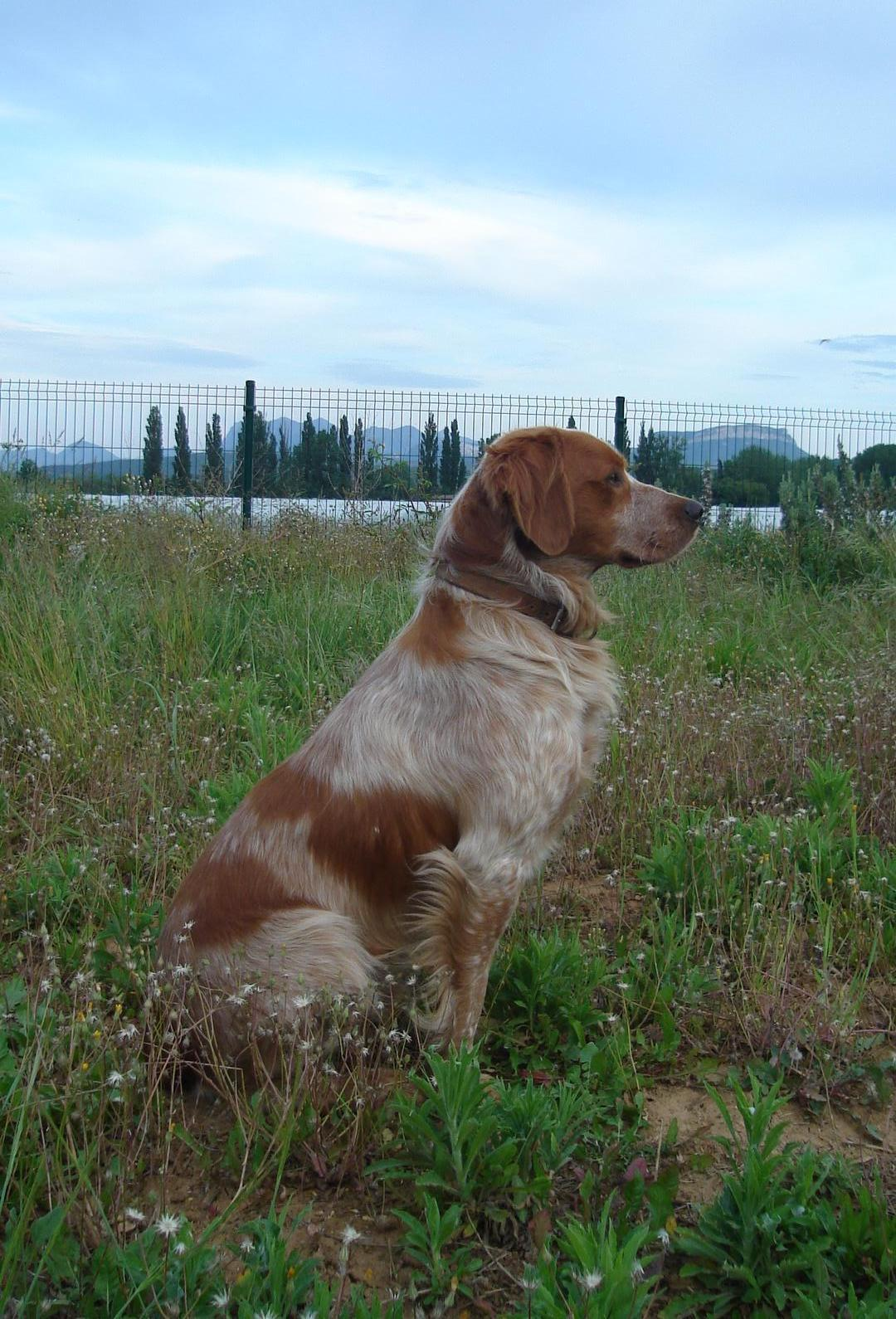
Un épagneul breton.

Le mot épagneul désigne un ensemble de races de chien de chasse à poil long répartis dans la nomenclature FCI, dans le groupe 7 (section 1.2 pour les chiens d'arrêt), et dans le groupe 8 (section 2 pour les chiens leveurs de gibier et section 3 pour les chiens d'eau). Certaines races de chiens nommées épagneul (épagneule pour la femelle) font aussi partie du groupe 9 « Chiens d'agrément et de compagnie ».
En anglais, le mot équivalent « spaniel » a tendance à être réservé uniquement aux seuls chiens leveur de gibier. Ainsi la race « épagneul breton » (chien d'arrêt) dont le nom anglais était  « Brittany Spaniel » a été modifié en « Brittany » par le Kennel Club, .

## Chiens d'arrêt
Voici la liste des épagneuls faisant partie, comme chiens d'arrêt, de la section 1.2 (type épagneul) du 7e groupe de chiens selon la nomenclature FCI :
- Épagneul breton
- Épagneul français
- Épagneul picard
- Épagneul bleu de Picardie
- Épagneul de Pont-Audemer
- Petit épagneul de Münster
- Grand épagneul de Münster
- Langhaar
- Chien d'arrêt frison
- Chien de perdrix de Drente

L'épagneul de Saint-Usuge ne fait pas partie de la nomenclature FCI mais il est classé dans cette même section par la Centrale canine.

## Chiens leveurs de gibier
Voici la liste des épagneuls faisant partie, comme chiens leveurs de gibier, de la section 2 (« Chiens leveurs de gibier et broussailleurs ») du 8e groupe de chiens selon la nomenclature FCI :
- Chien d'oysel allemand
- Cocker américain
- Cocker spaniel anglais
- Springer anglais
- Clumber Spaniel
- Field Spaniel
- Sussex Spaniel
- Welsh Springer Spaniel
- Kooikerhondje

## Chiens d'eau
Voici la liste des épagneuls faisant partie, comme chiens d'eau, de la section 3 du 8e groupe de chiens selon la nomenclature FCI :
- Épagneul d'eau irlandais

## Chiens d'agrément et de compagnie
Voici la liste des épagneuls faisant partie, comme chiens d'agrément et de compagnie, du 9e groupe de chiens selon la nomenclature FCI :
- Cavalier King Charles Spaniel
- Épagneul King Charles
- Pékinois
- Chin (épagneul japonais)
- Épagneul nain continental
- Petit chien russe

## Étymologie
Le terme d'épagneul a été cité au XIVe siècle par Gaston Fébus, comte de Foix, dans son Livre de chasse où un chapitre est entièrement consacré aux Chiens d’Oysel (littéralement « Chien d'oiseau ») qu'il nomme également Espainholz. Ce dernier terme pouvait provenir : soit de l'ancien verbe s’espeignir qui signifie « se coucher » ; ou plus simplement désigner l'Espagne d'où Gaston Fébus les avait amenés et où ces chiens étaient utilisés pour la chasse au filet. Cette étymologie, niée par de nombreux auteurs, est attestée par Gaston Fébus lui-même qui écrit textuellement « Autre maniere y a de chiens qu'on appelle chiens d'oysel et espainholz, pour ce que celle nature vient d'Espainhe, combien qu'il y en ait en autre pays ».

## Utilisation
Toutes les races d'épagneuls mentionnées ci-dessus sont des chiens d'arrêt à poil long comparativement au braque qui est un chien d'arrêt à poil court ou ras. 
Les épagneuls de type chien d'arrêt chassent de façon similaire aux braques, au pointer et au setter. Ce dernier est en quelque sorte un épagneul couchant, c’est-à-dire qu'il a tendance à fléchir ses membres pour rapprocher son corps du sol lorsqu'il prend l'arrêt. Généralement, les épagneuls prennent l'arrêt debout sur leurs pattes. Il arrive qu'une patte avant se relève, mais ce n'est pas une nécessité.